# Florence Margaret Durham
Florence Margaret Durham (6 de abril de 1869 - 25 de junio de 1949) fue una genetista inglesa en Cambridge a principios de 1900 y defendió la teoría de la herencia mendeliana cuando aún se debatía. Perteneció a una escuela extraoficial a cargo de William Bateson, su cuñado. Su investigación sobre la herencia del color del pelaje entre ratones y del plumaje entre canarios contribuyó al fundamento y la divulgación de las leyes de Mendel. También es uno de los primeros ejemplos de epistasis.

## Inicios y vida profesional
Florence Margaret Durham nació en Londres, una de las seis hijas de Arthur Edward Durham (1833-1895), cirujano, y Mary Ann Cantwell. Arthur Durham padecía alcoholismo, en tanto que su esposa se oponía fuertemente al alcohol.
Durante 1891 y 1892, Florence Durham se graduó con mención honorífica en Natural Sciences Tripos I y II (fisiología) en el Girton College. Cursó biología en el Royal Holloway y el Instituto Froebel en Londres de 1893-1899. También estudió fisiología en la escuela Newnham. Enseñó fisiología en el laboratorio Balfour de 1900 a 1910.
Casi a fines del siglo XIX, las estudiantes seguían lidiando con la resistencia de los docentes en Cambridge, incluyendo intentos de algunos científicos por evitar que tomaran los cursos introductorios de biología.  Durham publicó una carta en la Girton Review donde convocó a las universitarias de Girton y Newnham para «promover el trabajo avanzado y la investigación y, de ese modo, demostrar ante el mundo que las mujeres desean realizar trabajos importantes y tienen objetivos que superan el mero éxito en las evaluaciones». Como respuesta a esta y otras presiones, las universidades recaudaron dinero para incrementar las becas de investigación.
La hermana de Florence, Beatrice Durham, se comprometió con William Bateson en 1889, pero la Sra. Durham impidió el compromiso de su hija, pues se pensó que Bateson bebió demasiado vino. Beatrice y William finalmente se casaron en junio de 1896, cuando tanto Arthur Durham como su esposa ya habían fallecido (según Henig) o de alguna manera se le persuadió para desistir de su oposición a tal matrimonio (según Cock).

## William Bateson y los mendelianos del Newnham College, 1900–1910
Durante este tiempo, se redescubrió la investigación de Gregor Mendel respecto a la herencia genética y generó controversia entre sus defensores, William Bateson y los mendelianos cercanos a él, y sus detractores, con Walter Frank Raphael Weldon (exprofesor de Bateson) y Carl Pearson entre ellos. Se conoció al grupo de Bateson como «los biométricos».
Por constituirse mayoritariamente por mujeres, el grupo de Bateson fue atípico en su época. Allí Edith Rebecca «Becky» Saunders y Muriel Wheldale trabajaron para comprobar que la ley de la segregación podía explicar la herencia de rasgos cuantitativos. Beatriz, esposa de Bateson, también fue una actriz relevante en su investigación.
Florence Durham se sumó al grupo como estudiante de posgrado con un historial referente a la publicación de investigaciones. Trabajó en varios proyectos. En 1905 emprendió un proyecto con Dorothea Charlotte Edith Marrya acerca de la herencia entre canarios del sexo y del color del iris. Los hallazgos publicados (1908) en cuanto a que el sexo femenino y el iris rosa se heredan en conjunto entre los canarios marrón aportaron un ejemplo plausible de la herencia ligada al sexo en mamíferos que ya se había documentado en las polillas. Durham continuó investigando a los canarios durante, al menos, diez años más.
En 1906 asistió a la 3ra Conferencia internacional de genética en Londres y a otra en 1911.
Una vez que Bateson asumió la dirección del nuevo Centro John Innes, que se inauguró en Surrey en 1910, Florence Durham fue a estudiar con él la genética vegetal, lo que incluyó una investigación de prímulas híbridas tetraploides.

## Epistasia(interacción genética)
En su autobiografía, Beatrice Bateson escribió que su hermana Florence «cruzó ratones en una especie de ático sobre los museos». En el asunto de la herencia del color del pelaje de los ratones se evitó inicialmente una explicación acorde a las leyes de Mendel. Florence empezó a trabajar sobre esta cuestión en 1903 junto con Muriel Wheldale. Florence Durham puso en duda la perspectiva dominante de Lucien Cuénot, quien argüía que la variedad en el color de los pelajes murinos se podía explicar con un modelo multifactorial.
Durham echó mano del concepto de la epistasis para explicar que el color del pelaje dependía de la interacción entre cuatro factores. William Bateson acuñó «epistasia» y Durham lo utilizó para describir cómo los genes pueden interactuar en una forma más compleja que la que describió Gregor Mendel con las características dominantes y recesivas. Ella escribió: «los términos ‘dominante’ y ‘recesivo’ no solo debieran usarse para denotar la relación entre los factores en el mismo par alelomórfico». También analizó químicamente los pigmentos de la piel y el pelaje murino en la División de Química de la Universidad de Cambridge con Gowland Hopkins.
En 1910 dio cátedra sobre el «mendelismo y las leyes de la herencia» en la Sociedad Girton de ciencias naturales, que ejemplificó con ratones que crio.

## Consejo de Investigación Médica
Desde 1917 hasta su retiro en 1930, Durham trabajó para el Laboratorio central de investigación (el actual Instituto Nacional de Investigación Médica ), en el Departamento de Bioquímica y Farmacología, bajo la dirección de Henry Dale. Su trabajo se enfocó en el neosalvarsan, un compuesto organoarsénico empleado como tratamiento contra la sífilis. Ella y su colega Miss Marchal se encargaron de asegurar que los preparados de neosalvarsan cumplieran con las normas de calidad y expidieron licencias en nombre de la junta de comercio británica. 
En 1932, Durham publicó los resultados de un estudio prospectivo sobre los efectos genéticos del alcohol en conejillos de indias que llevó a cabo en el NIMR. Esta investigación fungió como réplica a los trabajos de Charles Rupert Stockard, un investigador estadounidense, en los que la descendencia de conejillos de indias expuestos al alcohol presentó defectos atribuibles a dicha exposición de sus progenitores. Luego de criar 6983 cobayas a lo largo de varios años, Durham no encontró evidencia de que la dosis diaria de alcohol tuviera efectos en la herencia; el porcentaje de crías con defectos genéticos no fue superior entre los cuyos expuestos respecto al grupo control. Este fue uno de varios ensayos que desacreditaron el lamarckismo hereditario, tentativamente fundamentado en la obra de Stockard.

## Últimos años
En sus últimos años, Durham vivió en Hawkern Otterton cerca de Budleigh Salterton, Devon. Murió el 25 de junio de 1949, en University Women's Club, Londres.

## Publicaciones científicas
Las publicaciones científicas de Durham incluyen:  
- Durham, Florence M. 1905. On the Presence of Tyrosinase in the Skins of Some Pigmented Vertebrates: Preliminary Note [Sobre la presencia de tirosinasa en la piel de ciertos vertebrados pigmentados: nota preliminar]. Proc. Roy Soc. Londres 74: 311-313.
- Durham, Florence M. Note on Melanin [Comentario sobre la melanina]. Journal of Physiology, 35: XLVII-XLVIII.
- Durham, Florence M. 1908. A Preliminary Account of the Inheritance of Coat-Colour in Mice [Informe preliminar sobre la herencia del color del pelaje entre ratones]. W. Bateson, ER Saunders y RC Punnett (eds.), Reports to the Evolution Committee, Informe 4. Londres: Royal Society of London, pp.   41-53.
- Durham, Florence M., Marryat, Dorothea. 1908. Note on the Inheritance of Sex in Canaries [Comentario sobre la herencia del sexo entre canarios]. W. Bateson, ER Saunders y RC Punnett (eds. ), Reports to the Evolution Committee, Informe 5. Londres: Royal Society, pp.   57-60.
- Durham, Florence M (1910–1911). «Further Experiments on the Inheritance of Coat Colour in Mice [Experimentos adicionales sobre la herencia del color del pelaje entre ratones]». Journal of Genetics 1 (3): 159-178. doi:10.1007/bf02981549.
- Pellew, Caroline; Durham, Florence M (1916). «The Genetic Behaviour of the Hybrid Primula Kewensis, and its Allies». Journal of Genetics 5 (3): 159-182. doi:10.1007/bf02981838.
- Durham, Florence M. 1917. Vinculación sexual y otros fenómenos genéticos en Canarias. Journal of Genetics, 17: 19-32.
- Durham, Florence M., Woods, H. M. 1932. Alcohol and Inheritance: An Experimental Study [Alcohol y herencia: un experimento]. Special Report Series, Medical Research Council 168.